# NBA 1960/61
NBA 1960/61 was het 15e seizoen van de NBA. Het begon op 19 oktober 1960 en eindigde op 11 april 1961, toen Boston Celtics de vijfde wedstrijd van de NBA Finale met 121-112 won en daarmee op 4-1 kwam in de serie tegen verliezend finalist St. Louis Hawks. Bill Russell van Boston Celtics werd (voor de tweede keer) verkozen tot NBA Most Valuable Player. Zijn ploeggenoten en hij werden voor het derde jaar op rij NBA-kampioen.
De NBA-finale ging voor het tweede jaar op rij (en voor de vierde keer in vijf jaar) tussen Boston Celtics en St. Louis Hawks.

## Eindstand regulier seizoen
| Eastern Conference    | W  | V  |
| --------------------- | -- | -- |
| Boston Celtics        | 57 | 22 |
| Philadelphia Warriors | 46 | 33 |
| Syracuse Nationals    | 38 | 41 |
| New York Knicks       | 21 | 48 |

| Western Conference | W  | V  |
| ------------------ | -- | -- |
| St. Louis Hawks    | 51 | 28 |
| LA Lakers          | 36 | 43 |
| Detroit Pistons    | 34 | 45 |
| Cincinnati Royals  | 33 | 46 |

## Playoffs
|  | Division Semifinals   | Division Semifinals |                |   | Division Finals | Division Finals |  |  | NBA Finals | NBA Finals |
|  |                       |                     |                |   |                 |                 |  |  |            |            |
|  |                       |                     |                |   |                 |                 |  |  |            |            |
|  |                       |                     |                |   |                 |                 |  |  |            |            |
|  |                       |                     |                |   |                 |                 |  |  |            |            |
|  | Boston Celtics        |                     |                |   |                 |                 |  |  |            |            |
|  |                       |                     |                |   |                 |                 |  |  |            |            |
|  | Bye                   |                     |                |   |                 |                 |  |  |            |            |
|  | Boston Celtics        | 4                   |                |   |                 |                 |  |  |            |            |
|  | Boston Celtics        | 4                   |                |   |                 |                 |  |  |            |            |
|  |                       | Syracuse Nationals  | 1              |   |                 |                 |  |  |            |            |
|  | Syracuse Nationals    | Syracuse Nationals  | 1              | 3 |                 |                 |  |  |            |            |
|  | Syracuse Nationals    |                     |                | 3 |                 |                 |  |  |            |            |
|  | Philadelphia Warriors | 0                   |                |   |                 |                 |  |  |            |            |
|  | Philadelphia Warriors | 0                   | Boston Celtics | 4 |                 |                 |  |  |            |            |
|  |                       |                     | Boston Celtics | 4 |                 |                 |  |  |            |            |
|  |                       | St. Louis Hawks     | 1              |   |                 |                 |  |  |            |            |
|  | St. Louis Hawks       | St. Louis Hawks     | 1              |   |                 |                 |  |  |            |            |
|  |                       |                     |                |   |                 |                 |  |  |            |            |
|  | Bye                   |                     |                |   |                 |                 |  |  |            |            |
|  | St. Louis Hawks       | 4                   |                |   |                 |                 |  |  |            |            |
|  | St. Louis Hawks       | 4                   |                |   |                 |                 |  |  |            |            |
|  |                       | LA Lakers           | 3              |   |                 |                 |  |  |            |            |
|  | Detroit Pistons       | LA Lakers           | 3              | 2 |                 |                 |  |  |            |            |
|  | Detroit Pistons       |                     |                | 2 |                 |                 |  |  |            |            |
|  | LA Lakers             | 3                   |                |   |                 |                 |  |  |            |            |
|  | LA Lakers             | 3                   |                |   |                 |                 |  |  |            |            |

## Beste statistieken
- Meeste punten: Wilt Chamberlain (Philadelphia Warriors)
- Meeste rebounds: Wilt Chamberlain (Philadelphia Warriors)
- Meeste assists: Oscar Robertson (Cincinnati Royals)
- Hoogste percentage veldscores: Wilt Chamberlain (Philadelphia Warriors)
- Hoogste percentage vrije worpen: Bill Sharman (Boston Celtics)

1950 · 1951 · 1952 · 1953 · 1954 · 1955 · 1956 · 1957 · 1958 · 1959 · 
1960 · 1961 · 1962 · 1963 · 1964 · 1965 · 1966 · 1967 · 1968 · 1969 · 
1970 · 1971 · 1972 · 1973 · 1974 · 1975 · 1976 · 1977 · 1978 · 1979 · 
1980 · 1981 · 1982 · 1983 · 1984 · 1985 · 1986 · 1987 · 1988 · 1989 · 
1990 · 1991 · 1992 · 1993 · 1994 · 1995 · 1996 · 1997 · 1998 · 1999 · 
2000 · 2001 · 2002 · 2003 · 2004 · 2005 · 2006 · 2007 · 2008 · 2009 · 
2010 · 2011 · 2012 · 2013 · 2014 · 2015 · 2016 · 2017 · 2018 · 2019 · 
2020 · 2021 · 2022 · 2023 · 2024